# Matsumoto Shunsuke

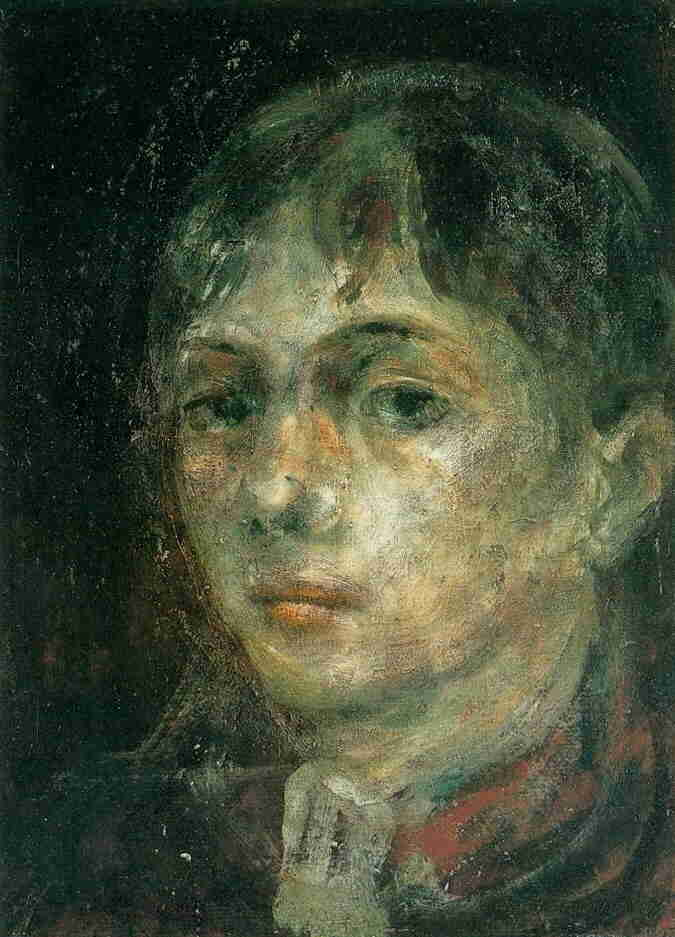
Selbstbildnis (1941)

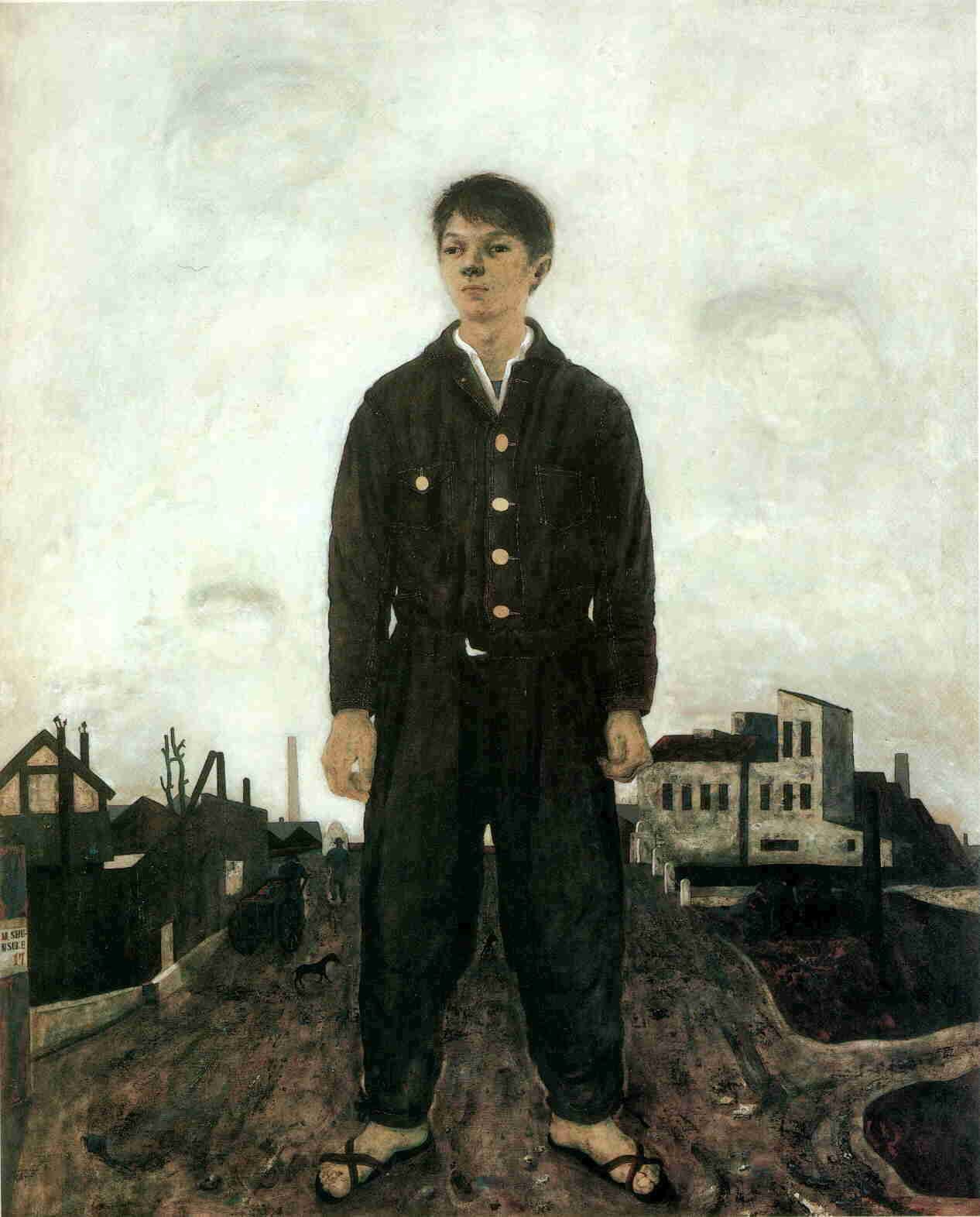
Selbstbildnis stehend (1942)

Matsumoto Shunsuke (japanisch 松本 竣介; geb. 19. April 1912; gest. 8. Juni 1948) war ein japanischer Maler im Yōga-Stil.

## Leben
Matsumoto Shunsuke wurde als Satō Shunsuke (佐藤 俊介) in Tokyo geboren. 1914 zog sein Vater aus beruflichen Gründen mit der Familie zunächst nach Hanamaki in der Präfektur Iwate und dann in die Präfekturhauptstadt Morioka. Mit 16 Jahren gewann Shunsuke dort bei einer Schulausstellung mit einer Landschaftszeichnung einen Preis. Als sein Bruder sich 1929 für ein Studium der deutschen Sprache in Tokyo entschied, zog seine Mutter mit ihm ebenfalls nach Tokyo. Er hielt aber zeit seines Lebens Kontakt zu Morioka.
In Tokyo besuchte er die private Malschule der „Taiheiyō Gakai Kenkyūjo“ (太平洋画会研究所). 1936 heiratete er und nahm den Familiennamen seiner Frau, Matsumoto, an und änderte dabei das erste Zeichen seines Vornamens, bei gleicher Aussprache.
Im Zweiten Weltkrieg blieb er vom militärischen Einsatz verschont, musste sich aber zeitweilig als Arbeitskraft zur Verfügung stellen. Ende 1947 erkrankte er und starb im Juni des folgenden Jahres.

## Lebenswerk
Matsumoto war früh zeichnerisch und malerisch produktiv, überliefert ist ein Selbstporträt (Öl auf Leinwand), mit 16 Jahren sich selbst an der Staffel malend. Als er in Tokyo über Ausstellungen und Literatur mit westlicher Kunst in Berührung kam, nahm er zunächst Einflüsse der französischen Moderne auf, Rouault, sowie von Modigliani. Dann beeinflusste ihn George Grosz mit seiner Kombination von Zeichnung und Malerei, was Matsumoto in seiner „Blauen Periode“ verarbeitete, ohne aber dessen sozialkritische Thematik zu übernehmen. In den 40er Jahren wurden Stadtansichten sein Thema, wobei er immer zeichnend unterwegs war. Die Ölbilder, die auf der Basis seiner Zeichnungen entstanden, geben ausnahmslos einen trüben Himmel wieder, vielleicht als Hinweis auf die Kriegszeit. Nicht nur die Stadt, auch Personen, Porträts gehören zu seinem Werk. In den letzten Jahren dominiert in seinen Ölbildern ein brennendes Rot vor dunklem Hintergrund.
Beeinflusst vom nordeuropäischen Expressionismus hat Matsumoto sowohl in seinen Stadtlandschaften, als auch in seinen figürlichen Darstellungen seinen unverwechselbaren Stil gefunden.

## Bilder

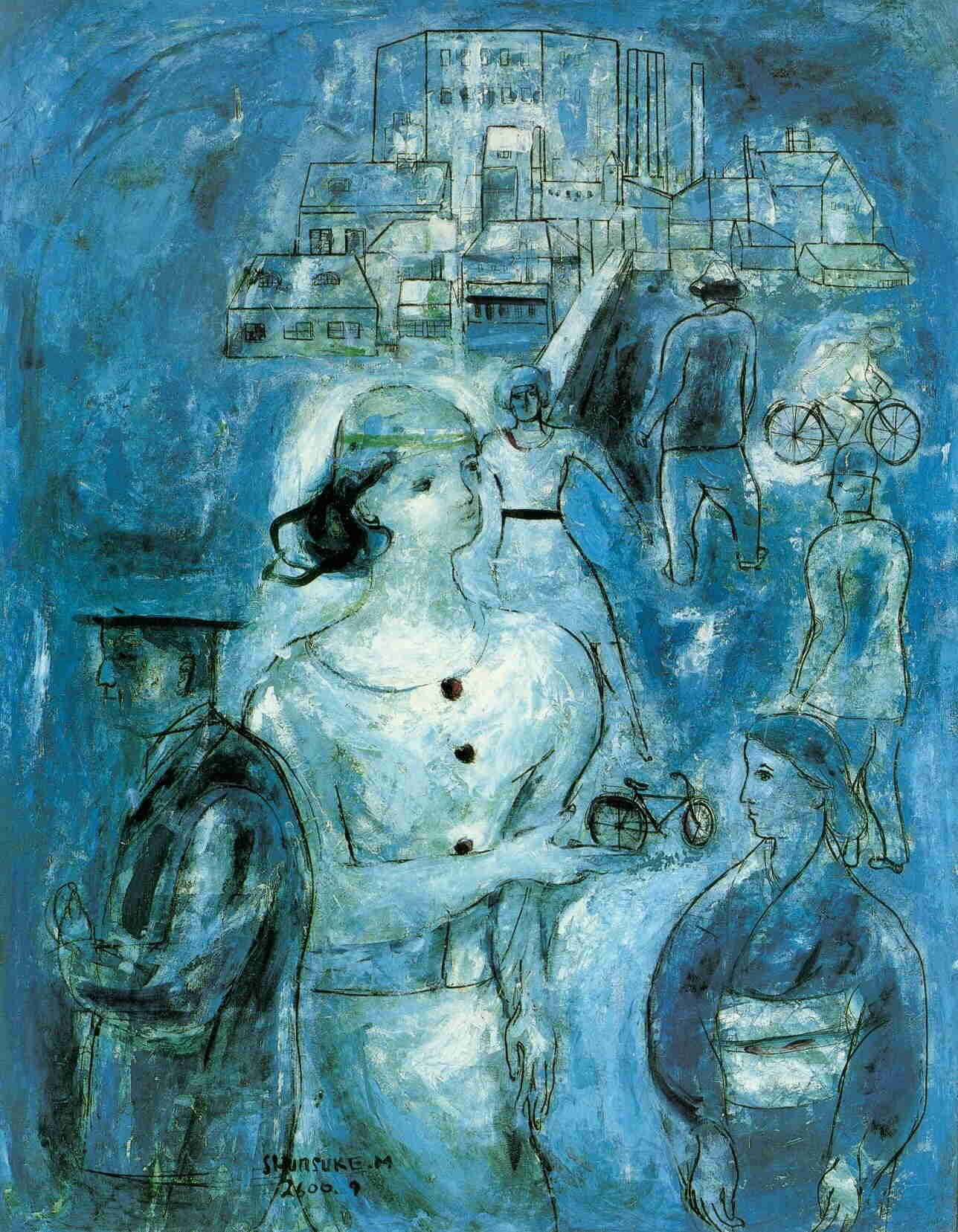
Auf der Straße (1940)
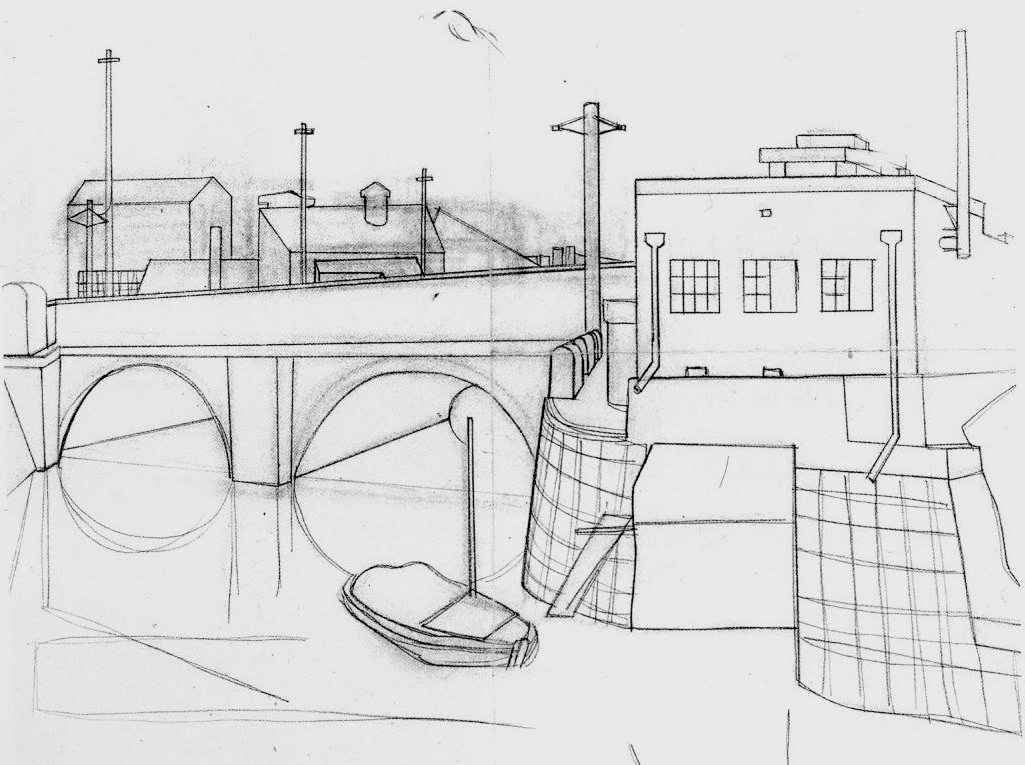
Kanal Skizze (c. 1942)
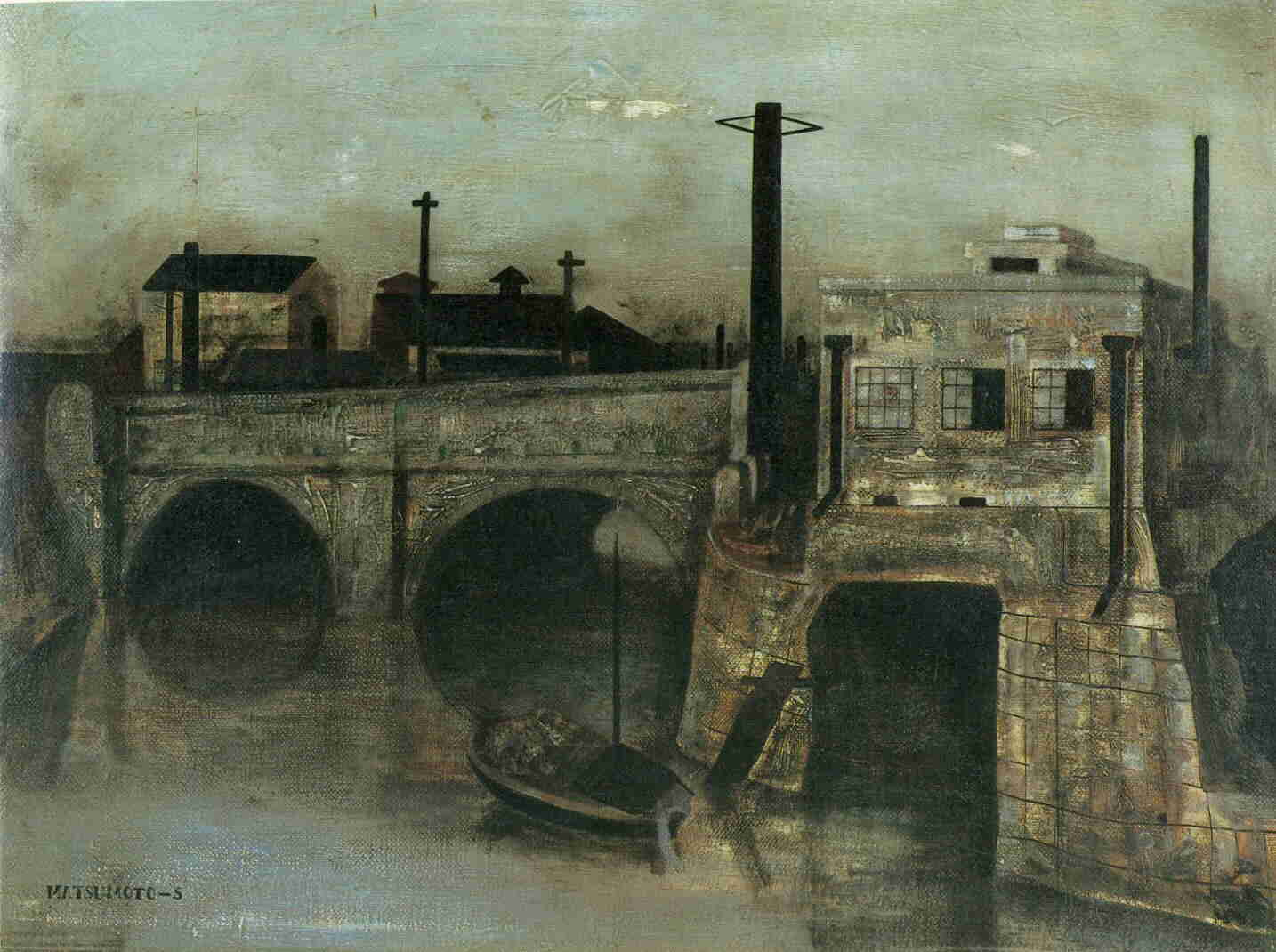
Kanal (1943)
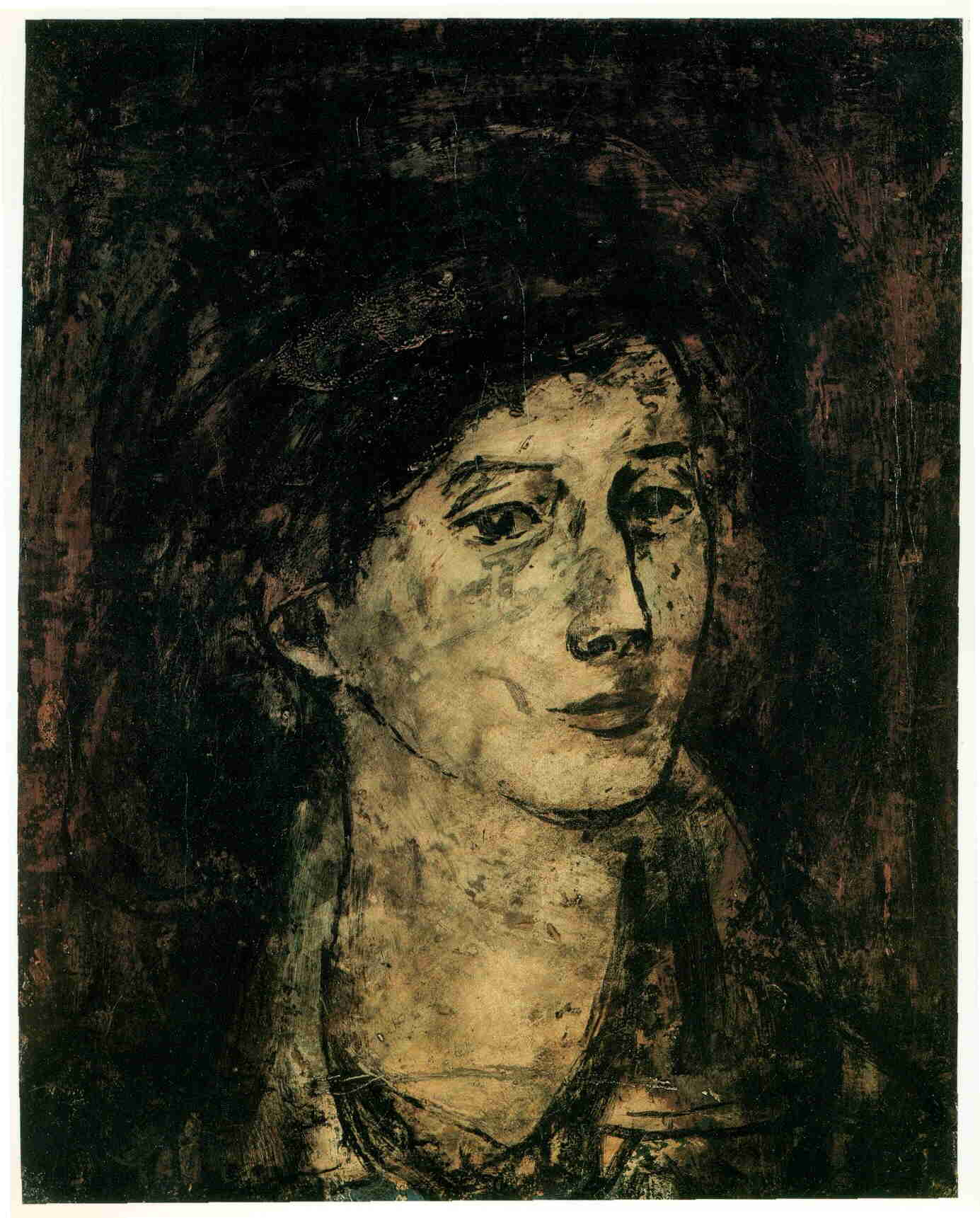
Frau A (c. 1946)
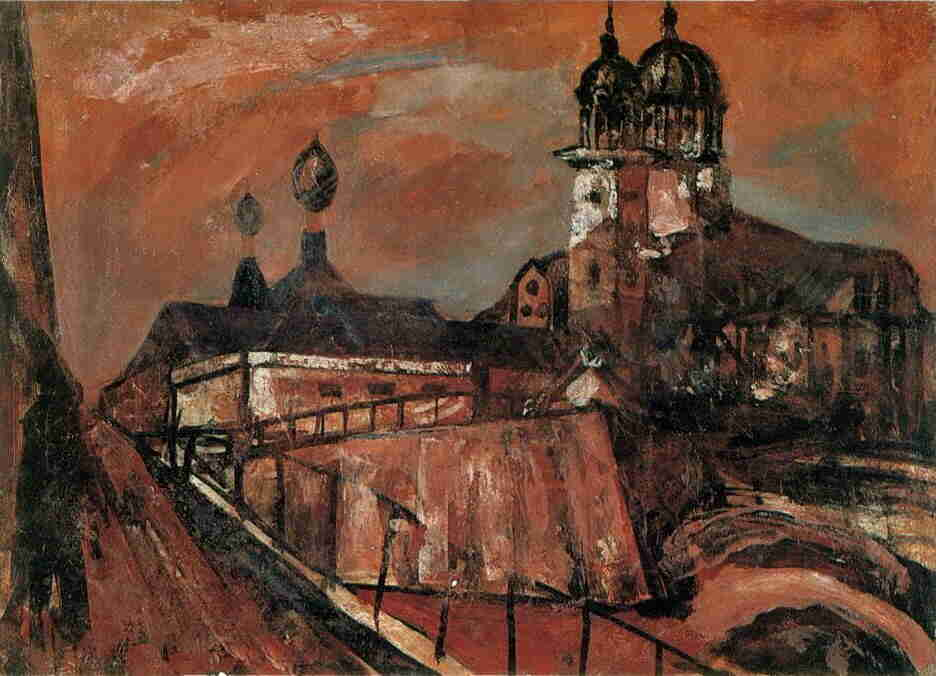
Umgebung von St. Nikolai (c. 1947)
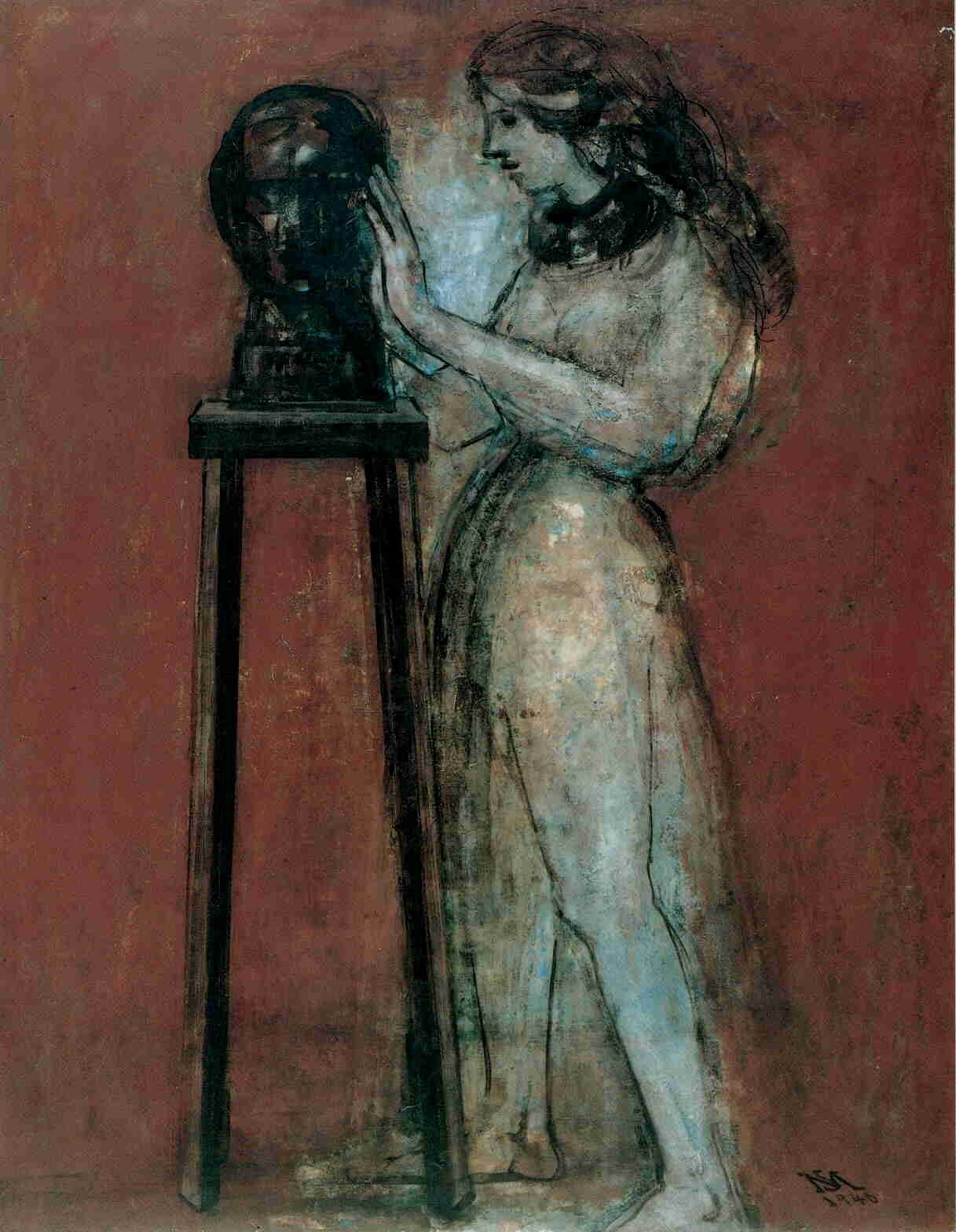
Frau mit Skulptur (1948)

1. ↑  Dieses Bild war auf der Ausstellung Japanische Malerei im westlichen Stil 1985 im Museum für Ostasiatische Kunst in Köln zu sehen.